# Oleksandr Kolciînskîi
Oleksandr Kolciînskîi (n. 20 februarie 1955, Kiev, RSS Ucraineană, URSS – d. 16 iulie 2002, Kiev, Ucraina) a fost un luptător ce a reprezentat Uniunea Republicilor Sovietice Socialiste, medaliat olimpic. A participat la două ediții ale Jocurilor Olimpice (1976, 1980) în care a câștigat două medalii de aur.